# Stepmania

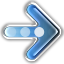
Šipka ze Stepmanie

Stepmania je netradiční videohra, při níž hráč používá nohy, potažmo celé tělo.
Ke hře je zapotřebí taneční podložka – speciální herní ovladač se senzory doteku.

## Princip hry
Na taneční podložce je nakreslený určitý počet šipek (záleží na podložce obvykle v rozsahu 4-9).
Hráč spustí hru, vybere skladbu, kterou chce hrát.
Na obrazovce se zobrazí statické obrysy šipek – Doleva, doprava, nahoru a dolů + další šipky (záleží na vybraném herním módu)
Zpod obrazovky vybíhají šipky odpovídající těm statickým nad sebou. Když se pohybující šipka dotkne té statické, je nutné na taneční podložce sešlápnout stejnou šipku. V praxi to vypadá takhle:

## Herní módy
Liší se podle verzí
- Single – Hraje jeden hráč, který používá 4 směry – jedna podložka
- Versus – 2 Hráči hrají na jedné obrazovce single kroky, každý sám – jsou potřeba 2 podložky
- Couple – 2 Hráči hrají speciální kroky pro dva hráče – jsou potřeba 2 podložky
- Double – 1 Hráč hraje najednou na dvou podložkách
- Solo – 1 Hráč hraje na jedné podložce na 6 směrů – je třeba speciální podložka

### Obtížnosti
- Beginner – Nejjednodušší obtížnost pro začátečníky
- Easy (Light) – Jednoduché kroky pro mírně pokročilé hráče
- Standard – Střední obtížnost, stále se nevyskytují těžké krokové kombinace
- Heavy (Hard) – Těžká obtížnost skrývá často těžké krokové kombinace
- Expert (Oni) – Velmi těžký stepchart, často je potřeba použít i ruce
- Edit – Obtížnost pro klávesnici (takovým hráčům se říká KB hráči (keyboard – klávesnice))
módy pak lze hrát:

1. Jednou rukou
2. Oběma rukama

## Licence
Hra je dostupná zdarma ke stažení jako opensource. Na oficiálních webových stránkách jsou též ke stažení skladby. Stepmania povoluje jejich volné šíření.

## Vzhled
Následující věci jsou ve hře editovatelné:

### Noteskin
Vzhled šipek, min.

### Theme
Celý vzhled hry (menu atp.)

### Jazyk
Lze editovat, či stáhnout jazyky (Implicitně je nastavená angličtina)

### Announcers
Zvuky/Mluvená řeč chválící vás za úspěch ve hře atp.